# Lynn, Wisconsin
Lynn är en kommun (town) i Clark County i den amerikanska delstaten Wisconsin med en yta av 92,2 km² och en folkmängd, som uppgår till 834 invånare (2000). Av ytan är 0,2 km² vatten och befolkningstätheten år 2000 var 9,1 invånare/km².